# محطة دارلينجتون للطاقة النووية
محطة دارلينجتون للطاقة النووية هي محطة طاقة نووية كندية تقع على الشاطئ الشمالي لبحيرة أونتاريو في كلارنغتون في ولاية أونتاريو.

## نبذة
هي منشأة نووية كبيرة تضم أربعة مفاعلات نووية كندو بإجمالي إنتاج 3512 ميغاواط (صافي القدرة) عندما تكون جميع الوحدات تعمل. توفر حوالي 20 بالمائة من احتياجات أونتاريو من الكهرباء وهو ما يكفي لخدمة مدينة بها مليوني شخص.